# Alucita phanerarcha
Alucita phanerarcha là một loài bướm đêm thuộc họ Alucitidae. Loài này có ở Nam Phi.